# إثراء بلا سبب
في قانون العقود، يحدث الإثراء بلا سبب عندما يتم إثراء أي زيادة ذمة المالية لشخص من حساب شخص اخر في ظروف يرى القانون أنها غير عادلة. عندما يتم إثراء الفرد بلا سبب، يفرض القانون على المتلقي حق غيره التزامًا بالتعويض، مع مراعاة الحجة مثل تغيير الوضع المالي والمنصب. تنشأ المسؤولية عن الإثراء غير العادل (أو غير المبرر) بغض النظر عن المخالفات من جانب المتلقي. يمكن تتبع مفهوم الإثراء غير العادل إلى القانون الروماني والمثل القائل بأنه «لا ينبغي أن يستفيد أحد على حساب شخص آخر»: nemo locupletari potest aliena iactura أو nemo locupletari debet cum aliena iactura . 
يرتبط قانون الإثراء غير العادل ارتباطًا وثيقًا بقانون تعويض الاضرار. أي انه جزء من قانون التعويض.قانون التعويض هو قانون استعادة حق بالقضاء القائم على الكسب. إنه أوسع من قانون الإثراء غير العادل. الاثراء غير العادل هو مجموعة جزئية من قانون التعويض بنفس الطريقة التي يكون فيها التعويض عن الإخلال بالعقد مجموعة فرعية من القانون المتعلق بالتعويض. 